# Blechnum magellanicum
Blechnum magellanicum är en kambräkenväxtart som först beskrevs av Nicaise Augustin Desvaux, och fick sitt nu gällande namn av Georg Heinrich Mettenius. Blechnum magellanicum ingår i släktet Blechnum och familjen Blechnaceae. Inga underarter finns listade.